# Turneria
Turneria là một chi kiến.

## Loài
- Turneria arbusta Shattuck, 1990
- Turneria bidentata Forel, 1895
- Turneria collina Shattuck, 1990
- Turneria dahlii Forel, 1901
- Turneria frenchi Forel, 1911
- Turneria pacifica Mann, 1919
- Turneria postomma Shattuck, 1990
- Turneria rosschinga Shattuck, 2011